# NGC 7024
NGC 7024 is een open sterrenhoop in het sterrenbeeld Zwaan. Het hemelobject werd op 17 oktober 1786 ontdekt door de Duits-Britse astronoom William Herschel.